# Liga del Sur
La Liga del Sur fue un partido político argentino regional, predecesor del Partido Demócrata Progresista. Fue fundado en 1908 en Rosario  siendo elegido Lisandro de la Torre como presidente de la Junta Ejecutiva. Su actividad cesó en 1915, cuando la convención del partido votó su disolución e integración en el PDP.
Representó los intereses de diversos sectores del sur y del centro de la provincia. Por entonces, el peso material y demográfico de Rosario y de su zona de influencia había crecido ostensiblemente en relación con la capital, pero no había tenido su correlato en el terreno político. La Liga del Sur, conducida por el abogado rosarino y veterano de la revolución del 90, Lisandro de la Torre, pretendía llevar adelante un programa de reformas, entre las que se destacaba; la reforma de la constitución de la provincia de Santa Fe, la del colegio electoral y del Senado provinciales, la concesión a cada distrito rural del derecho a elegir en comicios sus autoridades policiales, su juez de paz, su consejo escolar y la inamovilidad de los jueces y el traslado de la capital provincial a Rosario.

## Contexto provincial
Más allá de la problemática municipal y de la oposición entre la capital Santa Fe, detentadora del poder político, y la ciudad de Rosario, centro de una región económicamente emergente, hubo otros factores que propiciaron la creación de la Liga del Sur. Entre 1904 y 1908 el gobierno provincial aplicó una serie de gravámenes a las actividades productivas –quebracho, tanino, molienda– que, aunque no representaron un perjuicio importante, suscitaron una fuerte resistencia en los sectores involucrados.
En abril de 1908, meses antes de que se fundara la Liga del Sur, más de mil «firmas respetables» pedían en la ciudad de Santa Fe la anulación de una ordenanza de impuestos municipales. Una situación similar se vivía en Rosario, en donde el Centro Unión de Almaceneros protestaba contra la duplicación del valor de las patentes. También en Entre Ríos y Córdoba, como en Santa Fe, se formaron ligas o partidos comunales con propósitos análogos.
El surgimiento de la Liga del sur también forma parte de otra problemática clave, la del debate acerca del rol de municipios y comunas. En el caso de Rosario, la lucha por definir un espacio municipal propio y autónomo estuvo ligada además a las aspiraciones de sus sectores dirigentes por controlar sus recursos y sacudirse de la tutela política de la capital provincial.  Años más tarde, en uno de sus discursos pronunciados en el Congreso Nacional, de la Torre haría notar que solo cuatro de los doscientos cincuenta centros urbanos de la provincia de Santa Fe contaban con municipalidades. Estas cuatro ciudades –Rosario, Santa Fe, Casilda, Esperanza– representaban el 28% de la población provincial. El 72% restante –esto es, 660.000 habitantes sobre 921.000– estaban privados de cualquier organización municipal . Cabe agregar, además, que los intendentes eran designados por el gobernador, al igual que los miembros de las comisiones de fomento de los pueblos. Solo los concejos deliberantes de las cuatro ciudades eran elegidos por los vecinos contribuyentes.

## Fundación
El 29 de noviembre de 1908 en el Teatro Opera de Rosario, un grupo de dirigentes del sur de Santa Fe encabezados por Lisandro de la Torre fundan la Liga del Sur. Los líderes liguistas provenían de variados sectores de la vida económica de Rosario; comerciantes de granos, colonos, terratenientes y abogados. También se incorporaron pequeños comerciantes y empresarios. 
Desde sus mismos comienzos, la Liga del Sur intentó consolidarse como un partido político moderno e impersonal, según el modelo de los partidos de Estados Unidos, dotado de una organización aceitada y con una plataforma política que expresara el sentir de sus bases. El liderazgo Latorrista, reforzado por una fuerte personalidad que Ilegaba a rozar el autoritarismo, fue clave para mantener cohesionado al partido y a sus militantes y para superar los baches en que se cayó después de más de un fracaso electoral. A diferencia de otras experiencias similares desarrolladas en los años próximos al "Centenario" de 1910, la Liga fue capaz de perdurar y mantenerse como un importante referente en la memoria histórica de los habitantes del Sur de Santa Fe y de Rosario en particular.

## Plataforma y Carta Orgánica
En la reunión inaugural de la Liga del Sur se dio a conocer una plataforma de ocho puntos, que constituye el primer programa de la agrupación, esta propone:
1. Reforma amplia de la Constitución provincial.
2. Reforma de la composición del colegio electoral y del Senado provincial, haciéndolos electivos en proporción a la población, y ejecución del segundo censo de la provincia.
3. Concesión a cada distrito rural del derecho de elegir por el voto de los vecinos contribuyentes, nacionales y extranjeros, las autoridades policiales, comisión de fomento, justicia de paz y Consejo Escolar.
4. Autonomía municipal para Rosario y Casilda; intendente electivo, nueva ley electoral (con representación de las minorías y limitación del derecho electoral activo a los que paguen una cuota determinada de impuesto.
5. Reconocimiento a cada localidad de un porcentaje de la contribución directa recaudada en ella en beneficio de sus rentas locales;
6. Anexión de los departamentos San Martín y San Jerónimo a la circunscripción electoral del Sur.
7. Reforma del sistema tributario sobre la base de hacer libre el trabajo.
8. Inamovilidad de los jueces.

### Carta Orgánica de 1911
En julio de 1911 la Junta Ejecutiva de la Liga del Sur sancionó la Carta Orgánica del partido, que debía regir el gobierno general del mismo, la instalación de comités y el funcionamiento de las convenciones electorales. Este documento, de alguna manera, decreta la mayoría de edad del partido e institucionaliza su funcionamiento. Para ello define a la LS como una «agrupación desvinculada de todo partido nacional, formada por ciudadanos y extranjeros», que tratará de implantar por los medios adecuados el grama del partido, que es una actualización del anterior. Sin embargo mantiene algunas de sus concepciones iniciales, ya que se reivindica neutral en aquellas que no afecten directa o indirectamnte al programa, por lo que se permite a los afiliados pertenecer a organizaciones políticas, religiosas, económicas o sociales que no estén en contradicción con el programa. Un punto importante es la inclusión de reivindicaciones extensibles a toda la provincia y no limitadas al Sur de la misma o a Rosario.

## Crecimiento
Desde sus inicios, la ciudad de Rosario fue el principal bastión de la Liga del Sur y allí tuvo una presencia importante en sus instituciones municipales. El surgimiento de la LS en Rosario está relacionado con la gran expansión de la que sería la segunda ciudad argentina detrás de Buenos Aires. De los 3.000 habitantes que tenía en 1851, pasó a más de 220.000 en 1914. Sin embargo, como atestigua la trayectoria intelectual y política de su máximo líder, el interés por los temas municipales no se limitaba únicamente a Rosario. De ahí, que la evolución de la cuestión municipal haya sido un tema prioritario para los dirigentes, militantes, seguidores y simpatizantes de la LS. 
En los meses siguientes a la fundación del partido, se unieron numerosos ciudadanos provenientes de diversos sectores políticos, y también quienes se habían manifestado reacios a intervenir en la vida pública.
No tardaron en unirse al proyecto, entre otros, el fundador del diario "La Capital", Dr. Ovidio Lagos y varios de sus hijos, circunstancia que le permitió contar con un vocero calificado que destacaba entre los grandes diarios argentinos.
Al crecer y expandirse la nueva agrupación, se agudiza la lucha del sur con el norte. Dice Lisandro de la Torre al respecto "La Liga del Sur no es la Liga del Sur contra el norte, la Liga del Sur es la concentración de voluntades de los habitantes del sur en defensa de su autonomía y en contra del localismo absorbente de la ciudad capital. Mañana podrá existir la Liga del Norte con la misma bandera, porque también el norte ignora lo que es el gobierno propio, la representación política y la libertad electoral".
Esta polaridad entre sur y norte también ocasiona que una gran parte de los liguistas, comience a insistir con el pedido de traslado de la capital de la provincia a la ciudad de Rosario.

## Elecciones

### Elecciones municipales de 1909
En este año la LS acudió por primera vez a las urnas en lo que serían las primeras elecciones libres municipales en Rosario, donde enfrentó al partido "Comité de Comercio e Industria", mientras el partido oficialista se abstuvo de presentar candidatos.
La victoria le permite a la LS controlar por mayoría el Concejo Deliberante de la ciudad. Una vez asumidos, los concejales liguistas aprueban un nuevo reglamento electoral, que permite por primera vez en la provincia la participación de las minorías en el concejo mediante el sistema de lista incompleta.

### Elecciones provinciales de 1911
La Liga del Sur interviene y gana en las elecciones de marzo de 1911 y Lisandro de la Torre se incorpora al Parlamento provincial como diputado por el departamento San Lorenzo, formado por colonias de agricultores.

### Elecciones nacionales de 1912
Sancionada la Ley Sáenz Peña, la provincia de Santa Fe sería el primer escenario del renovador experimento y Lisandro de la Torre se postuló como candidato a Gobernador por la Liga del Sur, acompañado de Cornelio Casablanca. El triunfo parecía seguro, pero una serie de errores en los padrones dieron el triunfo a los radicales Menchaca y Caballero.
la Liga del Sur obtiene así dos bancas de Diputados ante el Congreso Nacional, irán Lisandro de la Torre y Víctor Presenti.
En el Congreso, los diputados por la Liga del Sur se destacarían por la presentación de numerosos proyectos, entre ellos la Ley sobre el régimen municipal en las provincias, la realización del censo general de educación, la modificación de la Ley Orgánica del Ejército, los despachos mediterráneos de Aduana y los presupuestos para 1913 y 1914.

## Evolución hacia el Partido Demócrata Progresista
Durante el año 1914, la intensa actividad parlamentaria de Lisandro de la Torre, sumado al contexto nacional e internacional, lo llevan a concebir la necesidad de crear una nueva fuerza cívica nacional, dado el carácter limitado y regional de la Liga del Sur.
En estas circunstancias nace el Partido Demócrata Progresista, que retomará las consignas iniciadas en la Liga del Sur y las ampliará a nivel nacional.
"La Liga del Sur, de 1907, que reunió de la Torre, sus amigos y los sectores más progresistas del conservadorismo -entre otros, Joaquín V. González e Indalecio Gómez-, fue un experimentado federalista y municipalista, dos principios que serían mantenidos por el PDP. Toda la política de esos años llevó la impronta de una profunda aversión hacia Hipólito Yrigoyen y por lo tanto hacia el radicalismo. Eso limitó por años una evolución, que recién tras la crisis del treinta y el fallecimiento del caudillo radical, permitieron definir las pautas programáticas definitivas de la singular concepción latorrista."